# 鮮于鉦
鮮于 鉦（1967年2月9日 - ）は、大韓民国のジャーナリスト、コラムニスト。朝鮮日報日本語版ChosunOnlineでの読み仮名はソンウ・ジョンと表記されている。朝鮮日報東京特派員、同編集局産業部次長待遇、　WeeklyBiz部長、社会部次長、週末ニュース部長、国際部長、論説委員、社会部長、編集局副局長兼社会部長を経て、現在は論説委員。父は朝鮮日報論説委員や編集局長を務めたジャーナリスト・小説家の鮮于煇。
1967年2月9日、ソウルに生まれる。延世大学校文科大学史学科卒。1991年より朝鮮日報記者。1997年3月から1998年2月まで慶應義塾大学新聞研究所訪問研究員として1年間日本に滞在。2005年から2010年11月まで朝鮮日報東京特派員を務めた。 2011年3月11日の東日本大震災発生直後、朝鮮日報はソウルからの取材チーム派遣を決定した。鮮于鉦らは翌12日に空路・新潟から入国し、陸路・福島に向かう途中で東京支局の特派員らと合流して現地入りを果たした。ソウルから派遣された記者たちの取材活動は18日まで及んだ。
東京特派員時代に執筆したコラムをまとめた著書に『日本、日本人、日本の力』がある。